# 兵市 (小惑星)
兵市（ひょういち、8552 Hyoichi）は、太陽系の小惑星のひとつ。火星と木星の間の軌道を公転している。1995年に愛媛県久万町（現久万高原町）の久万高原天体観測館で中村彰正が発見した。
1997年に日本人初の徒歩による北極点到達を達成した愛媛県出身の冒険家河野兵市（1958年4月12日 - 2001年5月）に因んで、1998年に名付けられた。中村は数多くの小惑星を発見しており、愛媛県に関係する名前が付けられたものが多い。